# 阿尔希尼亚
阿尔希尼亚（法語：Archignat，法語發音：[aʁʃiɲa]）是法国阿列省的一个市镇，位于该省西部，属于蒙吕松区。

## 地理
阿尔希尼亚（46°22'20"N, 2°25'27"E）面积24.35 平方千米，位于法国奥弗涅-罗讷-阿尔卑斯大区阿列省，该省份为法国中部省份，北起涅夫勒省、西北接谢尔省，西南至克勒兹省，南至多姆山省，东南临卢瓦尔省，东临索恩-卢瓦尔省。
与阿尔希尼亚接壤的市镇（或旧市镇、城区）包括：尚贝拉、于列勒、圣马蒂尼安、圣索维耶、特雷尼亚、努昂。

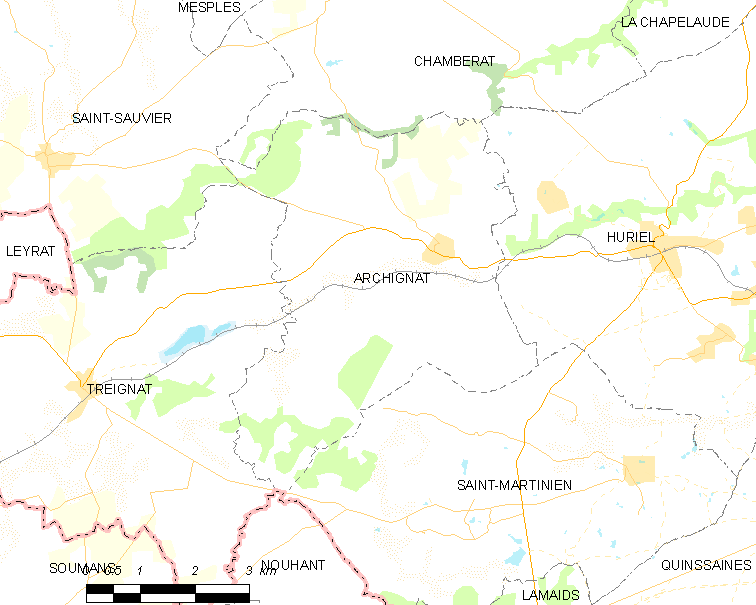
阿尔希尼亚的OSM定位图

阿尔希尼亚的时区为UTC+01:00、UTC+02:00（夏令时）。

## 行政
阿尔希尼亚的邮政编码为03380，INSEE市镇编码为03005。

## 政治
阿尔希尼亚所属的省级选区为于列勒县。

## 人口

1962-2008年间阿尔希尼亚人口变化图示

阿尔希尼亚于2022年1月1日时的人口数量为336人。